# Ivanna Lie
Ivanna Lie Ing Hoa (* 7. März 1960 in Bandung) ist eine ehemalige indonesische Badmintonspielerin. Sie wurde 1978 und 1981  Vizeweltmeisterin mit der indonesischen Damenmannschaft.

## Karriere
Im Endspiel um den Uber Cup 1978 traf das indonesische Team einmal mehr auf Japan und verlor mit 2:5. Ivanna Lie unterlag in diesem Finale im Einzel Saori Kondō mit 3:11 und 3:11. 
1981 unterlag Indonesien Japan im Finale erneut, wobei Lie in beiden Einzeln sieglos blieb.  Sie verlor Theresia gegen Saori Kondō und Yoshiko Yonekura jeweils knapp in drei Sätzen.
In den Einzeldisziplinen wurde sie 1982 erste im Mixed mit Christian Hadinata bei den Asienspielen. Bei der Badminton-Weltmeisterschaft 1980 gewann sie Silber hinter Landsfrau Verawaty. 1983 gewann sie Gold bei den Südostasienspielen im Dameneinzel. 1983 gewann sie das Dutch Masters.